# Gudrun Kemsa
Gudrun Kemsa (* 12. Februar 1961 in Datteln) ist eine deutsche Fotografin und Videokünstlerin.

## Leben und Werk
Von 1980 bis 1990 studierte Kemsa an der Staatlichen Kunstakademie Düsseldorf bei Karl Bobek und David Rabinowitch, seit 1985 war sie Meisterschülerin. Von 1997 bis 1999 hatte sie einen Lehrauftrag für Fotografie an der Bergischen Universität GH Wuppertal, von 2000 bis 2001 war sie Dozentin für Fotografie/Film/AV an der Hochschule Niederrhein (bis 2001: Fachhochschule Niederrhein), Krefeld. Dort lehrt Kemsa seit 2001 als Professorin für „Bewegte Bilder und Fotografie“.
In ihren Fotoarbeiten und Videos thematisiert Kemsa die Zeitwahrnehmung im urbanen Kontext. Sie schildert zum Beispiel Menschen, die sich im öffentlichen Raum bewegen oder montiert Filmsequenzen von Stadtfahrten, sodass die Stadt in Bewegung zu geraten scheint.
Gudrun Kemsa lebt und arbeitet in Düsseldorf.

## Einzelausstellungen (Auswahl)
- 2024: Kunsthaus, Nürnberg
- 2016: Haus Beda, Bitburg
- 2014: Lausberg Contemporary, Armory Art Center, Greenfield Gallery, West Palm Beach, Florida
- 2014: Galerie Bernd A. Lausberg, Düsseldorf
- 2013: LVR-Rheinisches LandesMuseum Bonn
- 2013: Galerie Bernd A. Lausberg, Düsseldorf
- 2012: Kunstmuseum Ahlen
- 2011: Kunstverein Ingolstadt
- 2011: Kunstverein Freunde Aktueller Kunst, Zwickau
- 2011: Städtische Galerie Waldkraiburg
- 2011: fiftyfifty Galerie, Düsseldorf
- 2010: Landesgalerie Linz, Linz/Österreich
- 2008: neues kunstforum, Köln
- 2007: Städtische Galerie, Iserlohn
- 2007: Jenaer Kunstverein, Jena;
- 2007: OMC Gallery of Contemporary Art, LA Huntington Beach/CA
- 2006: Kunstverein Museum Schloss Morsbroich, Leverkusen
- 2003: Kunst aus NRW, Ehemalige Reichsabtei, Aachen-Kornelimünster
- 2001: Dortmunder Kunstverein
- 1997: Deutsche Akademie Rom Villa Massimo, Rom
- 1995: Internationale Photoszene, Köln; Regionalmuseum Xanten
- 1994: Galerie Janine Mautsch, Köln
- 1985: Stadtmuseum Bad Hersfeld

## Gruppenausstellungen (Auswahl)
- 2014 EINS + EINS (ONE + ONE), Galerie Esther Donatz, München
- 2014 AOIO10S, Basis Projektraum, Frankfurt am Main
- 2014 DEW21 KUNSTPREIS, Museum für Kunst und Kulturgeschichte, Dortmund
- 2014 MYTHOS WALD, Neue Galerie im Haus Beda, Bitburg
- 2012 Bilder gegen die Dunkelheit. Videokunst aus dem Archiv des imai (Imai – inter media art institute) im KIT, Kunst im Tunnel, Düsseldorf
- 2012 BILDSPUREN – UNRUHIGE GEGENWARTEN, 7. Darmstädter Tage der Fotografie, Darmstadt
- 2012 Große Kunstausstellung NRW 2012, Museum Kunstpalast, Düsseldorf
- 2011 Windows II, Deutscher Künstlerbund Berlin;
- 2011 Stand der Dinge, Galerie Schuster, Berlin
- 2010 Spektrum der Videokunst, Städtische Galerie Lemgo
- 2010 Ars Electronica Linz, Linz/Österreich
- 2009 Landscape, contemporary, Haus der Fotografie, Burghausen
- 2009 13. Marler Videokunst-Preis, ZKMax Showroom, München
- 2009 imai – Videokunst von A wie Auder bis Z wie Zanni[1], Sonderschau Art Cologne 2009
- 2009 Globalscreen, Schloss Ringenberg
- 2008 Marler Videokunst-Preis, Skulpturenmuseum Glaskasten, Marl
- 2008 European Media Art Festival, Osnabrück
- 2008 Sample 1, Deutscher Künstlerbund – Projektraum, Berlin
- 2006 Straßenkunst – Meisterwerke aus drei Jahrhunderten, kunsthaus kaufbeuren
- 2006 Fotokunst aus 60 Jahren – Kunst aus NRW unterwegs, Museum der Stadt Ratingen / Flottmannhallen Herne / Galerie Münsterland e.V., Emsdetten (2007)
- 2005 euroscreen21projects – 2005/6, Städtisches Museum Wesel
- 2004 medium medien, Kunstverein Lingen Kunsthalle
- 2004 Lets make things better: Thomas Säckl, Gudrun Kemsa, ram foundation, Rotterdam
- 2004 Von Körpern und anderen Dingen – Deutsche Fotografie von der Weimarer bis zur Berliner Republik, Moscow House of Photography / Museum Bochum
- 2003 Von Körpern und anderen Dingen – Deutsche Fotografie von der Weimarer bis zur Berliner Republik, City Galerie Prague / Deutsches Historisches Museum Berlin
- 2002 Drehen – Kreisen – Rotieren, Museum im Kulturspeicher, Würzburg / Kunstmuseum Heidenheim / Pfalzgalerie Kaiserslautern
- 2002 heute bis jetzt, museum kunst palast, Düsseldorf
- 2002 Geschwindigkeit – Terrain der Zeit, Kunstadapter Wiesbaden
- 2002 go public – transmediale.02, Haus der Kulturen der Welt, Berlin
- 2001 Akt 1 – Die Macht der Gewohnheit, Kunsthalle Exnergasse, Wien
- 2001 Fotografie aus Nordrhein-Westfalen, Ehemalige Reichsabtei, Aachen/Kornelimünster
- 2000 8. Marler Videokunst-Preis, Skulpturenmuseum Glaskasten Marl

## Preise und Ehrungen
- 2010 Kunststiftung NRW, Publikationsförderung des Buches URBAN STAGE
- 2008 Sonderpreis des 13. Marler Videokunstpreises
- 2004 Cite Internationale des Arts, Paris
- 2000 Arbeitsstipendium an der Kunsthochschule für Medien in Köln, verliehen im Rahmen des 9. Marler Video-Kunst-Preises
- 1999 Projektstipendium am ZKM-Zentrum für Kunst und Medientechnologie Karlsruhe
- 1996/97 Rompreis Villa Massimo, Rom
- 1989 Reisestipendium nach Italien des Kunstvereins für die Rheinlande und Westfalen, Düsseldorf

## Publikationen
- 2020 Moving Portraits. mit Texten von Birgit Birnbacher, Martin Hochleitner und Sarah Oswald. Salzburg: FOTOHOF edition. ISBN 978-3-902993-84-7.